# سي1000
سي1000 هي شركة هولندية تأسست في الأول من أبريل سنة 1978، بآمرسفورت بهولندا وهي تابعة الآن لمجموعة جامبو، و قد اختفت الشركة في 2015.